# عليم أباد (شمس أباد)
علیم أباد (بالفارسية: علیم‌آباد) هي قرية تقع في إيران في مركزي. يقدر عدد سكانها بـ 351 نسمة .